# Torben Melchior
Torben Melchior (født 19. august 1940 i København) er en dansk jurist og tidligere højesteretspræsident.
Torben Melchior blev cand.jur. fra Københavns Universitet 1964, Master of laws ved Harvard University i 1965 og advokat i 1971. Han har blandt andet været sekretær hos Folketingets Ombudsmand 1965-1966, sekretær i Justitsministeriet i 1966, dommerfuldmægtig 1968-1970, medhjælper hos Statsadvokaten for Sjælland 1971-1974, kontorchef i Justitsministeriet 1976. Dommer i Østre Landsret 1987-1991, højesteretsdommer fra 1991 og højesteretspræsident 2004-2010. Fra 2010 censor ved Københavns Universitet. Nu pensionist, men dømmer stadig voldgiftssager. Derudover har han været formand for Advokatnævnet 1995-2002.
Torben Melchior er tildelt storkorset af Dannebrogordenen, får personen malet sit eget våbenskjold, der hænges op i Frederiksborg Slotskirke i Hillerød, som der er offentlig adgang til.
Torben Melchior søn af højesteretssagfører J.A. Melchior og Marie Louise le Maire. Han er gift med forhenværende forskningsbibliotekar Barbara Louise Melchior.